# Budynek przy ul. Stanisława Konarskiego 10 w Sanoku
Budynek przy ul. Stanisława Konarskiego 10 w Sanoku – budynek w Sanoku.

## Historia
Pierwotnie budynek stanowił koszary wojskowe C. K. Armii (określane jako koszary „na stawisku”). Na przełomie XIX/XX budynek był pod numerem konskrypcyjnym 211. W okresie II Rzeczypospolitej w budynku podjęła działalność Szkoła (Męska) im. Grzegorza z Sanoka od roku szkolnego 1929/1930 (zwyczajowo była określana jako „Szkoła na Stawiskach”). W 1931 szkoła działała w budynku pod adresem ul. Stanisława Konarskiego 8. W tym czasie w budynku funkcjonowała także Szkoła Handlowa.
Po zakończeniu II wojny światowej w budynku zaczęła działać Męska Publiczna Szkoła Powszechna im. Grzegorza z Sanoka. W 1960 szkoła została przeniesiona do nowej siedziby przy ulicy Jana Kochanowskiego 2 w dzielnicy Błonie, na gruntach darowanych przez Zdzisława Beksińskiego i Rogowskiego (później stworzono tam Gimnazjum Nr 1 im. Grzegorza z Sanoka w Sanoku).
W 1965 do budynku został przeniesiony internat Specjalnego Ośrodka Szkolno-Wychowawczego w Sanoku (założonego w 1961 jako Państwowy Zakład Wychowawczy). W Ośrodku kształcenie otrzymują dzieci z niepełnosprawnością intelektualną w stopniu lekkim, umiarkowanym, znacznym, głębokim, z autyzmem.
W okresie PRL w budynku podjęło działalność schronisko młodzieżowe w ramach Zakładu Wychowawczego. W obiekcie funkcjonuje także Szkolne Schronisko Młodzieżowe.
Na przełomie XX/XXI wieku dyrektorem SOSW była Anna Sieczkowska.
W 2017 zostało zarejestrowane Stowarzyszenie „Bądźmy Razem” przy Specjalnym Ośrodku Szkolno-Wychowawczym w Sanoku.